# Museo del Risorgimento e dell'Ottocento veneziano
Il Museo del Risorgimento e dell'Ottocento veneziano, oppure più semplicemente Museo del Risorgimento, è stato uno spazio espositivo dedicato al Risorgimento e situato nell'attuale Museo Correr, in piazza San Marco a Venezia.

## Storia
Il museo venne inaugurato nel 1936 in occasione del XXIV congresso dell'Istituto per la storia del Risorgimento italiano al secondo piano delle Procuratie Nuove. Chiuso nel 1997 per restauri, il museo è rimasto chiuso per molti anni e riaperto occasionalmente per ricorrenze ed eventi. I cimeli del museo sono stati utilizzati per l'allestimento di mostre temporanee sulla prima guerra di indipendenza (1997), "Niccolò Tommaseo e il suo mondo. Patrie e nazioni" (2002-2003), per 150º anniversario della morte di Daniele Manin (2007) e sull'Ottocento veneziano (2009), "Venezia che spera. L'unione all'Italia (1859-1866)" (nel 2011).
Diversi storici ed associazioni hanno più volte chiesto la riapertura del Museo del Risorgimento di Venezia, ma finora tale richiesta non ha avuto riscontro.
Peraltro, a partire dal 2010 gli spazi espositivi sono stati ristrutturati e riallestiti in un nuovo percorso denominato Stanze dell’Imperatrice Elisabetta (chiamate anche Stanze di Sissi), inaugurato nell'estate 2012, dedicata alla famosa imperatrice austriaca. La notizia del nuovo allestimento ha suscitato qualche polemica in passato, in quanto la tematica del museo è stata capovolta: dalla celebrazione dei patrioti risorgimentali (che combattevano contro l'Austria), si è passati all'opposto a celebrare l'epopea dell'Impero Asburgico durante la sua dominazione su Venezia.

## Esposizione
Il museo illustrava la storia di Venezia dalla caduta della Serenissima (1797), passando per la breve esperienza della Repubblica di San Marco e all'annessione del 1866 al Regno d'Italia, attraverso un'esposizione di cimeli, dipinti, disegni, manifesti, medaglie e uniformi, fino al termine della cosiddetta quarta guerra d'indipendenza italiana (ovvero la prima guerra mondiale) del 1918.
La collezione del museo era sistemata in nove sale dedicate a:
1. La Massoneria veneziana, dedicata alle idee democratiche negli anni immaediatamente precedenti alla caduta della Serenissima
2. La municipalità provvisoria (12 maggio - 17 ottobre 1797) e prima dominazione austriaca (1798-1806)
3. Venezia e la dominazione napoleonica (1806-1814), con testimonianze della visita di Napoleone a Venezia (1807) e le novità urbanistiche (costruzione dell'ala napoleonica)
4. La seconda dominazione austriaca (1814-1848), con la costruzione del ponte translagunare della ferrovia del 1846 e documenti che attestano il diffuso sentimento antiaustriaco che porterà alla rivolta del 1848
5. L'insurrezione di Venezia del 17-23 marzo 1848, con esposizione di cimeli delle truppe venete
6. La repubblica di San Marco dall'aprile 1848 al marzo 1849
7. L'Assedio di Venezia e la resa (2 aprile - 22 agosto 1849)
8. La dominazione austriaca del 1849-1866 e l'annessione al Regno d'Italia (1866)
9. Daniele Manin, con un ritratto eseguito da Ary Scheffer, testimonianze del ritorno delle ceneri a Venezia e cimeli vari appartenuti a Manin
10. 11. 12. ulteriori sale per esposizioni temporanee